# Nemagraptus
Nemagraptus is een geslacht van uitgestorven graptolieten uit het Midden-Ordovicium.

## Beschrijving
Nemagraptus was een kolonievormend organisme met twee s-vormige vertakkingen, die zich weer opsplitsten in meerdere korte takjes.